# Tommy Eglington
Thomas Joseph Eglington – detto Tommy – (Donnycarney, 15 gennaio 1923 – Raheny, 18 febbraio 2004) è stato un calciatore irlandese, di ruolo centrocampista.

## Biografia
Appesi gli scarpini al chiodo aprì una macelleria a Clontarf, Dublino.

## Caratteristiche tecniche
È stato un esterno sinistro.

## Carriera

### Giocatore

#### Club
Ha giocato con Shamrock Rovers, Everton, Tranmere Rovers e Cork Hibernians passando 16 anni della sua carriera assieme all'amico Peter Farrell. Con la maglia dell'Everton, che preleva Eglington e Farrell per soli £ 10.000, totalizza 428 presenze e 82 reti tra il 1946 e il 1957. In questo periodo sono da ricordare le cinque reti segnate da Eglington contro il Doncaster Rovers (7-2) nel 1952.

#### Nazionale
Veste le divise della Nazionale irlandese (24 presenze e 2 gol) e della Nazionale nordirlandese (6 incontri).

## Palmarès

### Club
- FAI Cup: 2

Shamrock Rovers: 1945, 1946